# Klášter II
Klášter II (dříve Konrac) je osada, součást města Nová Bystřice v okrese Jindřichův Hradec. Nachází se v katastrálním území Konrac a je jednou ze tří osad, které tvoří část obce Klášter. Osada se nachází na pod západní hrází Konračského rybníka a prochází jí silnice II/152. Přibližně 1,5 km západním směrem se nachází osada Klášter I.
Osada, původně zvaná Konrač nebo Konrac (německy Konrads), vznikla na cestě mezi Novou Bystřicí a Starým Městem pod Landštejnem. Od poloviny 19. století do druhé poloviny 40. let 20. století byla Konrac samostatnou obcí, spadala pod ni i nedaleká osada Klášter (nyní Klášter I). V roce 1921 zde stálo 77 domů a žilo zde 430 obyvatel, z toho 38 Čechů a 369 Němců. V letech 1938 až 1945 byl Konrac v důsledku uzavření Mnichovské dohody přičleněn k nacistickému Německu. Po druhé světové válce osada získala název Klášter II a stala se součástí obce Klášter, v letech 1971–1975 s ní spadala pod Albeř a od roku 1976 patří pod Novou Bystřici.